# Julio César Britos
Julio César Britos Vázquez (18. maj 1926 - 27. marts 1998) var en uruguayansk fodboldspiller, der med Uruguays landshold vandt guld ved VM i 1950 i Brasilien. Han var dog ikke på banen i turneringen. Han nåede i alt, mellem 1947 og 1952, at spille 12 landskampe og score seks mål.
Britos spillede på klubplan for Peñarol i hjemlandet samt et år i Spanien hos Real Madrid.

## Titler
VM
- 1950 med Uruguay